# César Batiz
César Batiz (Ciudad Ojeda, Venezuela, 1973) es un periodista de investigación venezolano. Trabajó en el periódico Últimas Noticias y actualmente es el director de El Pitazo y de Poderopedia. Durante su trayectoria como periodista, ha sido galardonado en el Concurso Nacional de Reportajes de Investigación Periodística del Instituto Prensa y Sociedad de Venezuela (IPYS) en varias oportunidades, el Premio Gabriel García Márquez de Periodismo, y el Premio Internacional Knight de Periodismo.

## Educación y carrera
César Batiz egresado en la Universidad del Zulia como licenciado en comunicación social, con mención periodismo Impreso, en 1996. Ha trabajado para los periódicos Panorama, La Verdad, Últimas Noticias, donde ejerció como corresponsal en el estado Vargas, y La Electricidad de Caracas, empresa entonces privada. En 2008 se incorporó a la  Unidad de Investigación de la Cadena Capriles.
La Fundación Polar publicó el libro La Desgracia de Ayer que incluye un texto que escribió Batiz después de participar en un Taller de Memoria y Periodismo conducido por Milagros Socorro. Batiz fue uno de una decena de periodistas heridos por simpatizantes oficialistas durante una protestas en Caracas en agosto de 2009 en contra de una ley que restringiría la libertad de expresión. Según Globovisión, Batiz fue golpeado en el cuello y en la cara y llevado a un hospital. El Comité para la Protección de Periodistas condenó la agresión, denunciando que no era la primera vez que periodistas eran atacados por simpatizantes oficialistas y exigiendo a las autoridades que tomaran las acciones necesarias para que las mismas cesaran. El 24 de enero de 2011, Últimas Noticias publicó un artículo de César Batiz sobre el proyecto arquitectónico "Ciudad Evolutiva: Experiencia de integración socio-espacial de los barrios informales", un plan de renovación urbana en Venezuela, presentado por primera vez en una exposición en París en 2010, recibiendo atención desde entonces en el resto de Europa.
El 24 de febrero de 2011, Batiz ganó primer lugar en el segundo Concurso Nacional de Reportajes de Investigación Periodística del Instituto Prensa y Sociedad de Venezuela (IPYS) por su artículo “Con empresas fantasmas guisaron un Banorte”, sobre tramas de corrupción en el gobierno de Hugo Chávez. El artículo reveló a los perpetradores de un fraude bancaria que conllevó a la apertura de una investigación judicial. El jurado que premió a Batiz con el premio de 21 000 bolívares describió su artículo como un clásico del periodismo de investigación y felicitó a Batiz por su manejo de las complejidades de la industria bancaria. Batiz desarrolló el Curso Avanzado de Periodismo de Investigación que tuvo lugar en Lima, Perú, en abril de 2011. Como parte del curso, 18 periodistas regionales participaron en ponencias relacionadas con temas de narcotráfico, minería e instituciones financieras, después de las cuales realizar un proyecto de investigación de cuatro meses. El Instituto Prensa y Sociedad (IPYS), que organizó el curso, reconoció y premió a Batiz con un viaje a la Conferencia Global de Periodismo de Investigación en Kiev, Ucrania, en 2012.
Durante las protestas en Venezuela de 2014, César coordinó el trabajo de investigación “Con armas cortas dispararon contra los manifestantes” que ganó el V Concurso de Reportajes de Investigación Periodística del Instituto Prensa y Sociedad y el Premio Gabriel García Márquez de Periodismo en la categoría Cobertura. El mismo año inició el desmantelamiento de la unidad de investigación de la Cadena Capriles, al ser vendida a intermediarios del oficialismo, imponiendo censura y restricción en el medio. Esta acción motivó a Batiz y a otros colegas como Marianela Balbi, directora de IPYS Venezuela, Gustavo Alemán y Javier Melero, de Trapiche Films, a crear un medio independiente que intentara garantizar el derecho a la información a los sectores de la población más desfavorecidos económicamente en Venezuela.
El mismo año, en 2014, se fundó El Pitazo, que para 2020 contaba con un equipo de 110 periodistas con presencia a nivel nacional y un equipo de editores multimedia para la difusión de noticias por Internet, radio, mensajes de texto, WhatsApp, boletines informativos y una red de "Infociudadanos", formados por el medio.
El Pitazo obtuvo el Premio Ortega y Gasset por la investigación “La Generación del Hambre” en 2018, el Premio Gabo mención Innovación con una investigación colaborativa trasnacional “Mujeres en la vitrina, migración en manos de la trata” en 2019 y fue reconocido con el segundo lugar del  X Concurso Nacional de Reportajes de Investigación Periodística del Instituto Prensa y Sociedad de Venezuela (IPYS) en 2020 con el reportaje Fraude Vertical.
En 2025, El Pitazo fue galardonado con el Premio Rey de España de Periodismo como parte de «Operación Retuit», una alianza de medios venezolanos, y el mismo año César Batiz recibió el reconocimiento individual del Premio Internacional Knight de Periodismo, otorgado por el Centro Internacional de Periodistas (ICFJ), «por su coraje y perseverancia al exponer la verdad en ambientes que son increíblemente hostiles a la prensa».